# Накуру (језеро)
Накуру је слано језеро у Великој раседној долини, јужно од града Накуруа у Кенији. Познато је по великом броју алги које привлаче милионе фламингоса. Ту живи и велики број других животиња и због тога је 1961. основан Национални парк језера Накуру на подручју од 188 km². Рамсарска конвенција га је заштитила, а 2011. је уписано на Унескову светску баштину у Африци са другим повезаним плитким кенијским језерима Велике раседне долине (Богорија и Елментејта).

## О језеру
Језеро је алкално и богато натријумом. Просечна дубина је од 2,8 m па иде до мање од 0,5 m, са pH вредношћу 10,5. Језеро Накуру нема одлива. Нема река или пукотина које излазе из њега. Налази се у Великој раседној долини и заједно са друга два повезана плитка језера представља једну целину уписану у УНЕСКО-ву светску баштину. Ова три језера су пресудни део једног од највећих миграторних путева на свету, пружајући зимски дом за више од 100 миграторних врста птица. Нарочито је познато по фламингосима који могу да броје и 4 милиона јединки у истом тренутку. Тада површина језера буде прекривена розикастим перјем и одаје специфичну слику, Поред фламингоса, ту обитавају и пеликани. У водама језера живи велики број алги, рачића и сићушних риба које су идеалан оброк за птице.

### Екосистем
Слана језера су веома погодна за истраживање екосистема јер комбинују диверзитет малог броја врста са високим бројем јединки. Поред мањих фламингоса најважнији у екосистему језера су риба Tilapia grahami и рачић Lovenula africana. У језеру често има изузетно много планктонских Cyanophyta, Spirulina platensis (= Oscillatoria
platensis). Висок ниво ортофосфата је доступан алгама у језеру. Tilapia grahami је једина врста рибе у језеру.
Због великог броја фламингоса који бораве на језеру дуги низ година, појавио се проблем умирања јединки. Светска јавности је изразила забринутост за одржавање овог природног станишта фламингоса. Проблем је делимично решен садњом милион садница дрвећа.

#### Флора
Поред језера је чекињаста густа шума која доприноси особености Националног парка језера Накуру. Стабла акације, а и густи пашњаци дају посебан изглед овом пејзажу. У води живи огроман број алги које су извор хране за миграторне врсте птица које овде презимљавају.

#### Фауна
Фламингоси су најбројнија популација птица која обитава на језеру Накуру. Ова област одржава три четвртине светске популације мањих фламингоса. Ово подручје је погодно за живот великих белих пеликана, али је и дом 12 светски угрожених врста птица. Ту се срећу и афрички орао рибар (Haliaeetus vocifer), водомар (Ceryle rudis), велика чапља. Поред њих, уочавају се у парку сисари: павијани, лавови, леопарди, зебре, жирафе, нилски коњ, антилопе, носорози (посебно угрожена врста белог носорога). Tilapia grahami је једина врста рибе у језеру.
- Agama, гмизавац
- Мајмун
- Мишар (Buteo)
- Газела на језеру Накуру

## Галерија
- Сателитски снимак
- Улаз у Национални парк језера Накуру
- Водопад на Накуру језеру
- Фламингоси